# 화당리 솟례
《화당리 솟례》는 1986년 11월 9일에 MBC TV에서 방영되었던 베스트셀러극장이다.

## 줄거리
백치인 솟례(최민경)는 다 자란 처녀지만 마서방(정진)이 꼭 안아줘야 잠이 들기 때문에 동네 사람들의 놀림감이 되기 일쑤이다. 마서방은 고기를 잡아 연명하는 60세의 노인이다. 어느 날 솟례가 오랜만에 고향에 돌아오자 마을 사람들은 마서방의 부인 겸 손녀가 돌아왔다고 수군대는데...

## 출연
- 최민경
- 정진
- 김주승
- 남능미
- 안명숙
- 김영옥
- 박종관
- 이계인
- 김성찬
- 송경철
- 박상조
- 고영준
- 김지영
- 정대홍
- 문회원
- 박희우
- 김지원
- 박순애
- 정혜승
- 정명환
- 김영석
- 맹찬재
- 조현이
- 이경아
- 정진강
- 박창선
- 신수식
- 박승석
- 김용기
- 이현주
- 손미영
- 김언희